# الانتقال الديمقراطي في تونس
الانتقال الديمقراطي في تونس  أو انتقال تونس نحو الديمقراطية، هي المرحلة الحديثة من تاريخ تونس المعاصر المستمرة إلى الآن والتي انتقلت فيها السلطة من تحت نظام الرئيس زين العابدين بن علي الديكتاتوري الذي سقط بثورة شعبية إلى دولة ديمقراطية يضمنها الدستور ويعلوها القانون. 

يختلف البعض في بداية فترة الانتقال الديمقراطي، حيث يعتبر البعض تاريخ 17 ديسمبر 2010 أين بدأت الثورة التونسية، هو بداية الانتقال الديمقراطي، لكن شق أخر يعتبر أن 14 يناير 2011 هو نقطة بداية مرحلة الانتقال الديمقراطي بما أن النظام سقط في ذلك اليوم والديمقراطية لم تبدأ قبل سقوط الرئيس. في كلتا الحالتين يعتبر التاريخين المذكورين نقطتي بداية ونهاية الثورة التونسية.

بدأت نهاية مرحلة الانتقال الديمقراطي تدريجيها في نهاية 2014 حتى سنة 2015 وذلك بانتخاب مجلس نواب الشعب الذي بدأ أعماله في 2 ديسمبر 2014 وانتخاب رئيس الجمهورية الذي باشر من جهته مهامه في 31 ديسمبر 2014 وانتصاب الحكومة الجديدة في 6 فبراير 2015 وأخيرا إنشاء وتنصيب الهيئات الدستورية الجديدة في سنة 2016 إلى جانب المحكمة الدستورية.

## أهم الأحداث

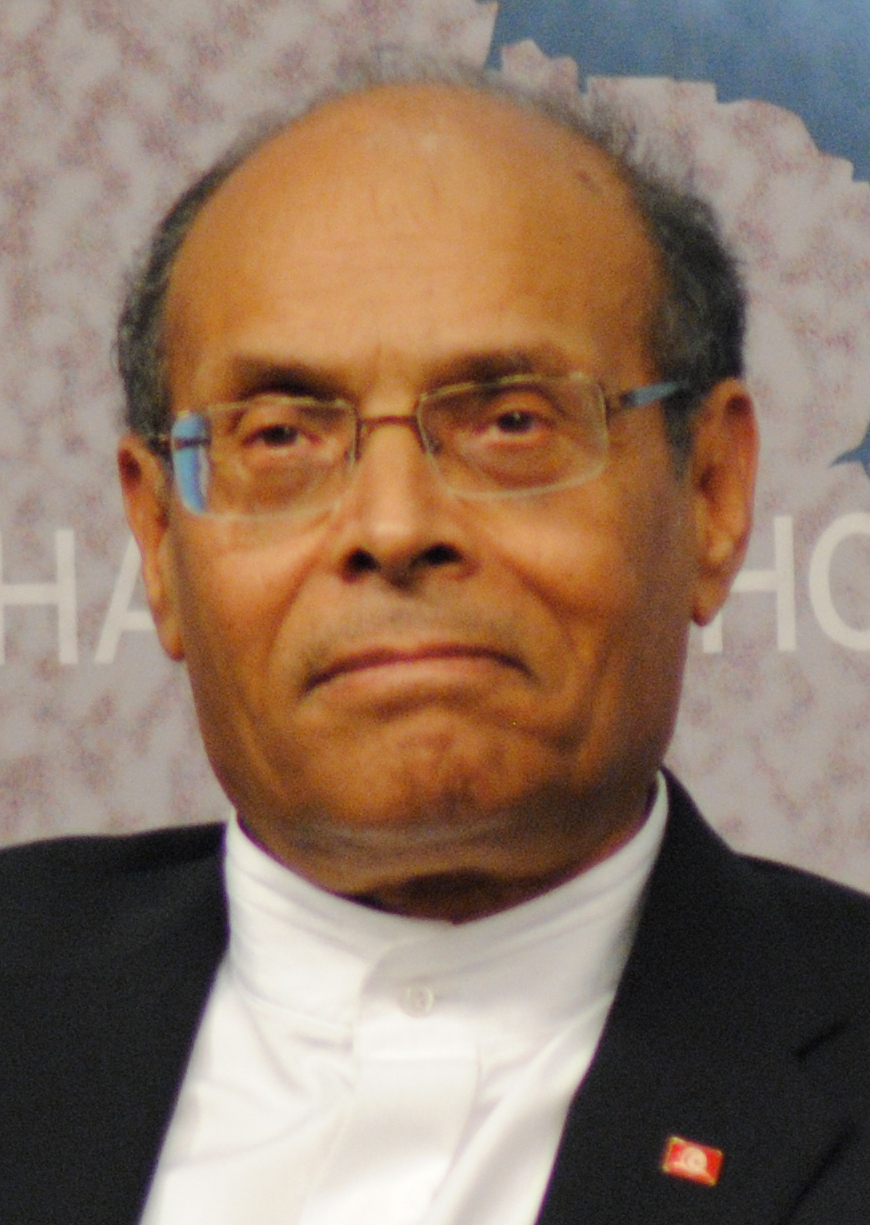
الحقوقي المنصف المرزوقي، أول رئيس بعد الثورة.

- في 17 ديسمبر 2010: انطلاق شرارة الثورة التونسية في مدينة سيدي بوزيد من قبل الشاب محمد البوعزيزي الذي أضرم في نفسه النار.[1]
- في 14 يناير 2011: هروب الرئيس زين العابدين بن علي إلى السعودية وسقوط نظامه.[2]
- في 14 يناير 2011: تم تعيين الوزير الأول محمد الغنوشي رئيسًا مؤقتًا للبلاد بموجب الفصل 56 من الدستور التونسي.[3]
- في 15 يناير 2011: المجلس الدستوري التونسي يعين رئيس مجلس النواب فؤاد المبزع رئيسًا للبلاد بموجب الفصل 57 من الدستور التونسي.[4]
- في 17 يناير 2011: الوزير الأول السابق محمد الغنوشي يشكل حكومته الثانية.[5]
- في 17 يناير 2011: تكوين ثلاثة لجان وهي اللجنة العليا للإصلاح السياسي ولجنة تقصي الحقائق عن الفساد والرشوة واللجنة الوطنية لاستقصاء الحقائق حول التجاوزات والانتهاكات.
- في 19 فبراير 2011: رئيس الجمهورية التونسية المؤقت فؤاد المبزع يصدر مرسوم العفو التشريعي العام فيما يخض العديد من الجرائم قبل 14 يناير 2011.
- في 27 فبراير 2011: الوزير الأول محمد الغنوشي يستقيل والباجي قائد السبسي يشكل حكومته.[6]
- في 9 مارس 2011: حل حزب التجمع الدستوري الديمقراطي نهائيًا.[7]
- في 15 مارس 2011: إنشاء الهيئة العليا لتحقيق أهداف الثورة والإصلاح السياسي والانتقال الديمقراطي واعتبارها سلطة تشريعية ثورية حاكمة، وذلك بعد اندماج اللجنة العليا للإصلاح السياسي ولجنة حماية الثورة.
- في 23 مارس 2011: تعليق العمل بدستور تونس 1959.
- في 18 أبريل 2011: إنشاء الهيئة العليا المستقلة للانتخابات التي ستنظم وتشرف على أول انتخابات حرة ونزيهة في البلاد.
- في 23 أكتوبر 2011: تنظيم أول انتخابات حرة ونزيهة وديمقراطية وانتخاب المجلس الوطني التأسيسي التونسي وفوز الإسلاميين الممثلين في حركة النهضة بأغلبية كبيرة غير مطلقة وتكوين تحالف الترويكا من قبل النهضة مع حزبين أخرين وبهذا يصبح لديهم أغلبية مطلقة.
- في 10 ديسمبر 2011: المجلس التأسيسي يصادق على قانون التنظيم المؤقت للسلط العمومية وهو الذي سيسير شؤون الدولة فانتظار الدستور الرسمي.
- في 13 ديسمبر 2011: انتخاب المناضل الحقوقي المنصف المرزوقي رئيسًا للبلاد من قبل نواب المجلس التأسيسي.[8]
- في 24 ديسمبر 2011: تعيين حمادي الجبالي (حركة النهضة) رئيسًا للوزراء والتصديق على حكومته من قبل المجلس التأسيسي.
- في 6 فبراير 2013: اغتيال المعارض اليساري شكري بلعيد أمام منزله في تونس العاصمة من قبل أشخاص منتمين إلى تيار أنصار الشريعة حسب وزارة الداخلية.[9]
- في 15 مارس 2013: تعيين علي العريض (حركة النهضة) رئيسًا للوزراء والتصديق على حكومته من قبل المجلس التأسيسي.
- في 25 يوليو 2013: اغتيال المعارض اليساري محمد براهمي أمام منزله في تونس العاصمة من قبل بوبكر الحكيم المنتمي إلى تيار أنصار الشريعة حسب وزارة الداخلية.[9]
- في 26 يناير 2014: المجلس التأسيسي يصادق على دستور تونس الجديد بأغلبية تاريخية كاسحة ب200 صوت من 217 صوت.[10]
- في 27 يناير 2014: الرئاسات الثلاثة (رئيس الجمهورية والحكومة والمجلس) يختمون الدستور في احتفال وطني.
- في 29 يناير 2014: تعيين مهدي جمعة (مستقل) رئيسًا للوزراء والتصديق على حكومته من قبل المجلس التأسيسي.
- في 7 فبراير 2014: احتفال دولي في المجلس التأسيسي بدعوة من رئاسة الجمهورية بمناسبة المصادقة على الدستور حضرته العشرات من القادة الدوليين.[11]
- في 26 أكتوبر 2014: القيام بالانتخابات التشريعية الأولى بعد الدستور الجديد والثانية بعد الثورة، وفوز حركة نداء تونس ب86 مقعد تليها حركة النهضة ب69 مقعد بعيدا عن بقية الأحزاب.
- في 23 نوفمبر 2014: القيام بالانتخابات الرئاسية الأولى بعد الدستور الجديد والثانية بعد الثورة، وانتقال الباجي قائد السبسي للدور الثاني بعد تحصله على 39.46% من الأصوات مع المنصف المرزوقي الذي تحصل على 33.43%.
- في 2 ديسمبر 2014: الجلسة الافتتاحية لمجلس نواب الشعب الجديد.
- في 4 ديسمبر 2014: انتخاب محمد الناصر رئيسا للمجلس وعبد الفتاح مورو نائبا أول له وفوزية بن فضة الشعار نائبة ثانية له.
- في 21 ديسمبر 2014: القيام بالدورة الثانية من الانتخابات الرئاسية وفوز الباجي قائد السبسي بالرئاسة ب55.68% أمام المنصف المرزوقي المنتهية ولايته والذي تحصل على 44.42%.
- في 31 ديسمبر 2014: تنصيب الباجي قائد السبسي رئيسا للجمهورية خلفا للمنصف المرزوقي.
- في 6 فبراير 2015: تعيين الحبيب الصيد (مستقل) رئيسًا للوزراء والتصديق على حكومته من قبل مجلس نواب الشعب.
- في 9 أكتوبر 2015: فوز الرباعي الراعي للحوار الوطني في تونس بجائزة نوبل للسلام في 2015، وذلك لمساهمتهم الكبيرة في إنجاح مسار الانتقال الديمقراطي في تونس، والخروج بها من مرحلة الخطر إلى الاستقرار.[12]
- في 15 يونيو 2016: هيئة الحقيقة والكرامة تغلق باب تلقي الملفات حول الانتهاكات والتجاوزات والفساد والتعذيب في العهد السابق، وتعلن أنها تلقت 65 ألف ملف.[13]
- في 27 أغسطس 2016: تعيين يوسف الشاهد (نداء تونس) رئيسًا للوزراء والتصديق على حكومته من قبل مجلس نواب الشعب.
- في 23 أكتوبر 2016: تنظيم انتخابات المجلس الأعلى للقضاء الأولى بعد الثورة والأولى في تاريخ البلاد.
- 17 نوفمبر 2016: انطلاق أولى جلسات الاستماع العلنية لضحايا الاستبداد من قبل هيئة الحقيقة والكرامة، والتي بثت على الهواء مباشرة.

## السياق التاريخي والدوافع

### الفترة البورقيبية
منذ نهاية الاستعمار الفرنسي وإلغاء الملكية وتنصيب الحبيب بورقيبة أول رئيس للبلاد، أعلن هذا الأخير تكريس مبدأ الديمقراطية في البلاد إلا أن مساره السياسي اتخذ منحى ديكتاتوري بدأً بخلافاته مع أنصار القائد صالح بن يوسف والذي أغتيل بأوامر من بورقيبة وسجن أنصاره في 1961، وخاصة تعديل الدستور وإسناد نفسه مهمة الرئاسة مدى الحياة والتي تخالف مبدأ الديمقراطية في 1974، ثم قمع المتظاهرين في عدة احتجاجات المعروفة بأحداث الخبز، وكذلك عمليات التصفية والقمع ضد أتباع حركة الاتجاه الإسلامي (حركة النهضة حاليا) واليساريين.

### فترة بن علي

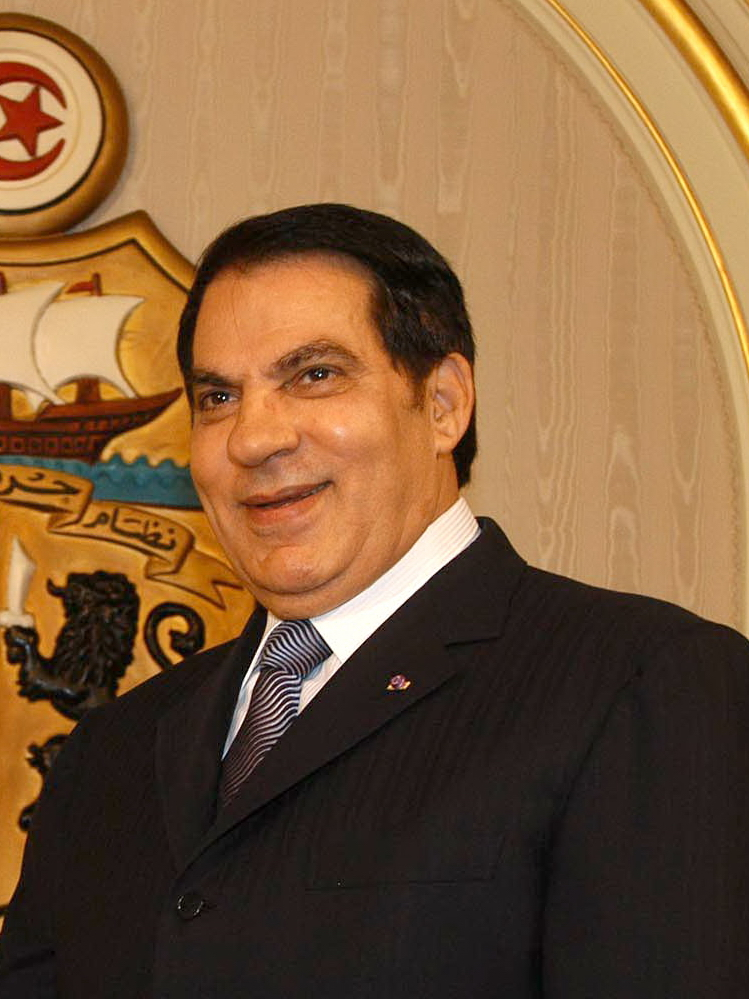
الرئيس المخلوع زين العابدين بن علي.

وصل الوزير الأول زين العابدين بن علي للرئاسة من خلال انقلاب 7 نوفمبر 1987 ضد الرئيس العاجز الحبيب بورقيبة. عند وصوله للحكم فتح بن علي الحياة السياسية للجميع وسمح بالتعددية وأقام الديمقراطية وأخرج المساجين السياسيين وأنشأ وثيقة الميثاق الوطني لتنظيم الحياة السياسية في البلاد. ولكن بداية من 1989 وخاصة في 1990، إتخذ بن علي نفس اتجاه سابقه بورقيبة وأقصى جميع معارضيه خاصة الإسلاميين من حركة النهضة واليساريين والشيوعيين وبدأت فترة التعذيب والملاحقات وحكم عائلتي زين العابدين بن علي وزوجته ليلى الطرابلسي. تم التضييق على حرية التعبير والنشر والإعلام والحريات السياسية والدينية. 

أيقضت الأحداث التي شهدتها مدينة قفصة في 2008 والمعروفة بانتفاضة الحوض المنجمي جهة من الرأي العام التونسي أين قمعت السلطات المتظاهرين في هذه الجهة المطالبين بالتشغيل والحريات وسقط العشرات من الضحايا في صمت وطني ودولي كبير. 

حكم الحبيب بورقيبة لمدة 30 سنة، وزين العابدين بن علي لمدة 23 سنة، يعني بعد أكثر من نصف قرن شهدت البلاد ثورة شعبية وهي بداية التحول الديمقراطي فيها.
عمليات الترهيب والتخويف ضد المجتمع التونسي أدت إلى مزيد تجذير الدكتاتورية في البلاد، ونسبة الوعي السياسي أصبحت تهمة من قبل السلطة لقمع وتصفية السياسيين والمنادين بالحرية ومنهم الحركة الطلابية المتمثلة أنذاك في الاتحاد العام التونسي للطلبة والاتحاد العام لطلبة تونس.

اتخذت السلطة عدة إجراءات لتسييس قادة الجمعيات والمنظمات في محاولة منها لمنع التحركات الطلابية والسياسية مثل تعيين رؤساء المنظمات والجمعيات من حزب التجمع الدستوري الديمقراطي الحاكم مثل الاتحاد الوطني للمرأة التونسية وجمعية أمهات تونس  ومنظمة طلبة التجمع الدستوري الديمقراطي والاتحاد العام التونسي للشغل  الذي كان عادة يدافع عن الطبقة الشغيلة لكن منذ وصول بن علي للحكم أصبح قريب جدا من حزب التجمع الحاكم، ومن جهة أخرى تم تجميد عمل الرابطة التونسية للدفاع عن حقوق الإنسان.

## التحولات والنتائج والتغييرات

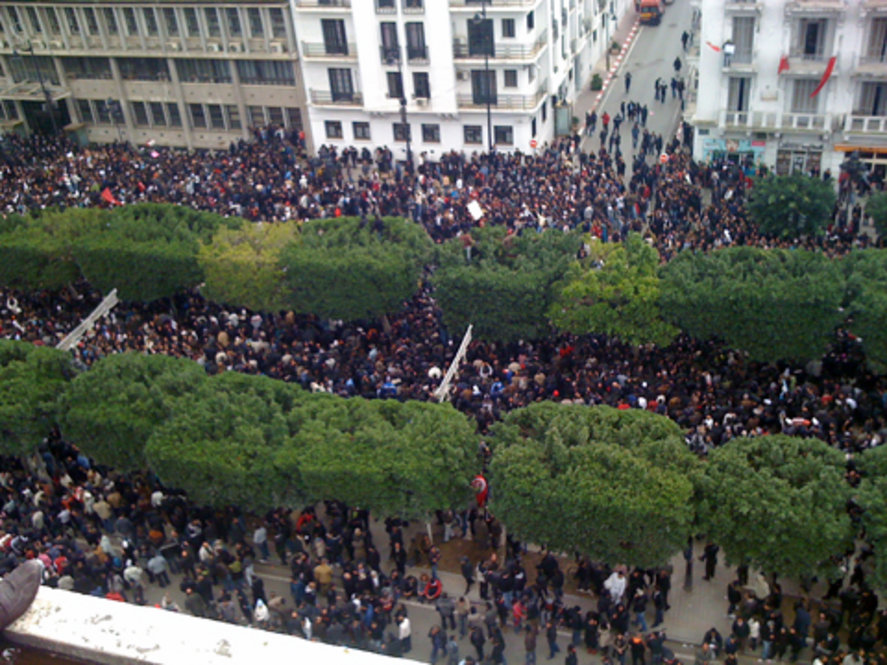
مجموعة من المتظاهرين يوم 14 يناير 2014 أمام وزارة الداخلية في تونس العاصمة.

محرك بحث قوقل يوم 23 أكتوبر 2011، برموز صندوق الإقتراع والعلم التونسي، بمناسبة السعي إلى إنجاز أول إنتخابات ديموقراطية بعد الثورة والإطاحة بنظام بنعلي.

لاقى دستور تونس 2014 ترحيبًا دوليًا كبيرا من قبل السياسيين والمختصين في العديد من دول العالم حيث اعتبر «شمعة منيرة» وسط الربيع العربي  واقيمت له حفلة دولية في المجلس التأسيسي في 7 فبراير 2014 شارك فيها الكثير من قادة العالم من رؤساء ورؤساء برلمانات وأمراء وحكام أفارقة وآسيويين وأوروبيين وأمريكيين.

### النظام القضائي
بعد الثورة التونسية وفي مايو 2012، عزلت وزارة العدل 82 قاضٍ بتهم الفساد في عهد بن علي، بينما أحالت العديد من القضاة الآخرين إلى التقاعد الإجباري.

ضمن دستور تونس 2014 العديد من الحقوق للقضاة وأرسى ركائز هذه المهنة ومنها:
- أن القضاء سلطة مستقلة تحمي الحقوق والحريات وتضمن إقامة العدل وأن القاضي لا سلطان عليه إلا القانون ويتمتع بالنزاهة والحياد وله الحق في الحصانة الجزائية.
- يسمى القضاة من قبل رئيس الجمهورية اعتماداً على رأي المجلس الأعلى للقضاء، أما القضاة السامون فيسميهم الرئيس بالتشاور مع رئيس الحكومة.
- يحجر التدخل في القضاء، وتصدر الأحكام باسم الشعب وتنفذ باسم رئيس الجمهورية ضماناً لتفعيل دور الشعب في الدولة.
- يتكون المجلس الأعلى للقضاء من أربعة هياكل وهي مجلس القضاء العدلي، ومجلس القضاء الإداري، ومجلس القضاء المالي، والجلسة العامة للمجالس القضائية الثلاثة.
  - يتكون كل هيكل من: ثلث من القضاة المنتخبين، وثلث معينون بالصفة، وثلث من غير القضاة مختصين في المجال القضائي.
  - ولاية أعضاء المجلس الأعلى للقضاء 6 سنوات.
  - ينتخب الرئيس من بين القضاة الأعلى رتبة في المجلس.
- المحكمة الدستورية هي هيئة قضائية عليا في البلاد:
  - تتكون من 12 عضو يكون ثلاثة أرباعها (أي 9) من المختصين في القانون، يجب أن تكون خبرتهم قد تجاوزت الـ 20 سنة.
  - يعين كل من رئيس الجمهورية، ومجلس نواب الشعب، والمجلس الأعلى للقضاء، أربعة أعضاء، على أن يكون ثلاثة أرباعهم من المختصين في القانون.
  - ولاية أعضاء المحكمة الدستورية 9 سنوات يجدد ثلثهم كل ثلاث سنوات.

### التحولات الدستورية

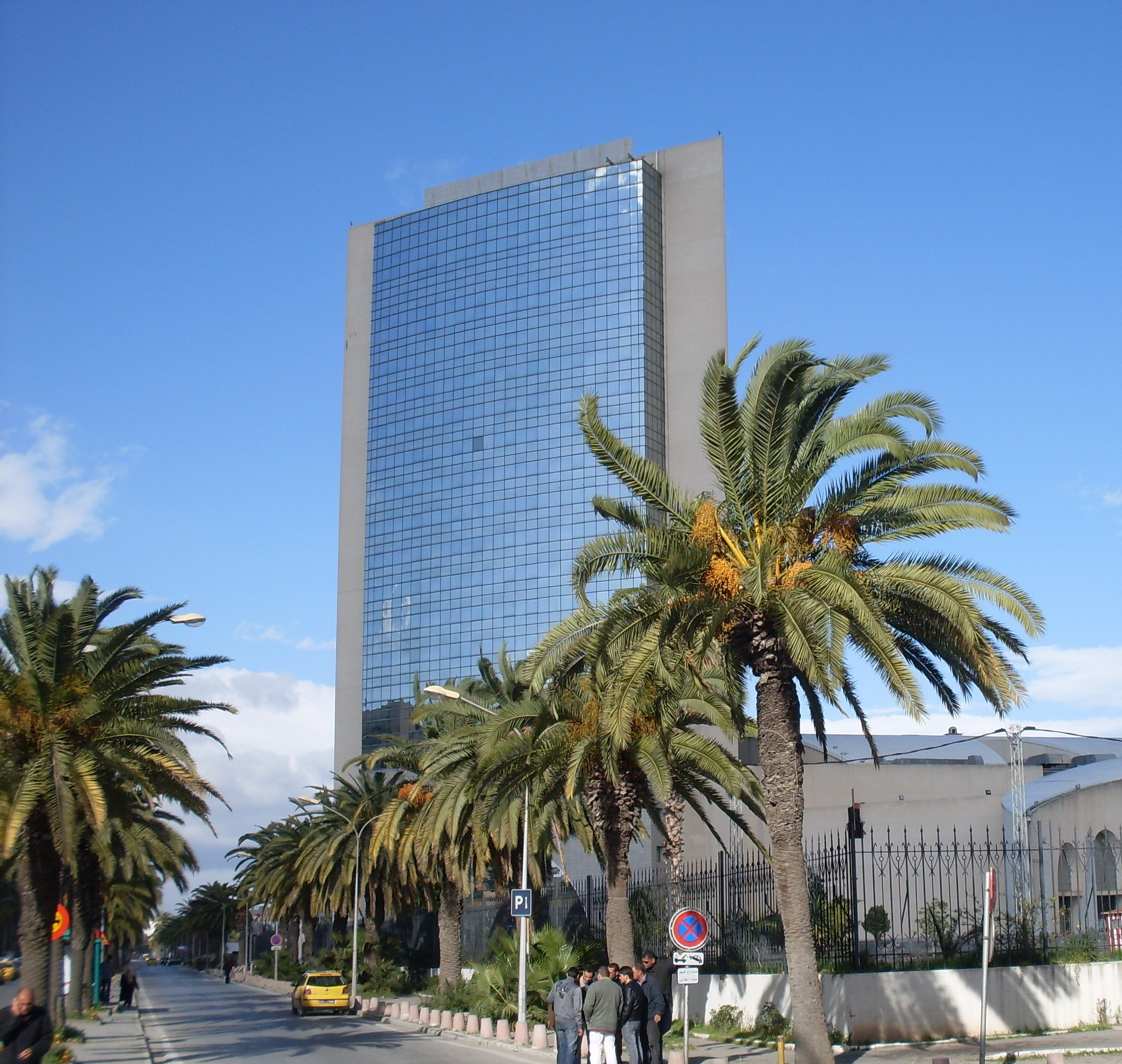
برج الأمة الآن، كان قديما مقر حزب التجمع الدستوري الديمقراطي.

شهد الدستور الجديد عدة تحولات دستورية جديدة في تاريخ البلاد ومنها:
- تأسيس نظام جمهوري ديمقراطي تشاركي.
- ضمان الحريات الدينية والفكرية والسياسية والإنسانية واحترام منزلة الإنسان وتجريم التعذيب والاعتداءات التعسفية.
- دعم حركات التحرر وفي مقدمتها حركة التحرر الفلسطيني ومناهضة الحركات العنصرية والإستبدادية.
- الشعب هو صاحب السيادة ومصدر السلطات.
- الدولة راعية للدين، كافلة لحرية المعتقد والضمير وممارسة الشعائر الدينية، ضامنة لحياد المساجد ودور العبادة عن التوظيف الحزبي، وتحمي المقدسات، وتلتزم بمنع دعوات التكفير والتحريض على الكراهية والعنف.
- تأميم الثروات الطبيعية، وتمليكها للشعب التونسي.
- الجيش الوطني التونسي هو جيش جمهوري وكذلك الأمن الوطني.
- لا تسقط جريمة التعذيب بالتقادم لفتح باب الجرائم التي أقيمت في عهدي الحبيب بورقيبة وزين العابدين بن علي.
- المواطن التونسي سيادي، يحجر سحب الجنسية منه، ويمنع تسليمه أو تغريبه أو منعه من العودة للوطن.
- حماية المرأة وحقوقها وضمان التناصف في المجالات العامة والمجالس المنتخبة.[26][27]

لأول مرة تضمن الدستور التونسي دسترة خمسة هيئات دستورية لا يجوز إلغاؤها ودورها حماية الديمقراطية والشفافية ومنع وصاية الدولة على مواضيع حساسة فيها وهي:
- الهيئة العليا المستقلة للانتخابات: هي الهيئة المشرفة على الانتخابات التي كانت تنظم من قبل وزارة الداخلية والتي كانت تزورها، لذلك جائت هذه الهيئة لتكريس الديمقراطية ومنع عودة الديكتاتورية. تتكون من 9 أشخاص يباشرون مهامهم لفترة واحدة، مدتها ست سنوات، ويجدد ثلث أعضائها كل سنتين.
- الهيئة العليا المستقلة للاتصال السمعي البصري: هي الهيئة المكلفة بالإعلام والمشرفة عليه والذي كان تحت إشراف وزارة الاعلام التي كرست في العهد القديم لتسييس الإعلام في تونس وتقليص حريته وتثبيث الوصاية عليه. تتكون من 9 أشخاص يباشرون مهامهم لفترة واحدة، مدتها ست سنوات، ويجدد ثلث أعضائها كل سنتين.
- هيئة حقوق الإنسان: الهيئة المكلفة بمراقبة حقوق الإنسان والدفاع عنها وإحالة القضايا المتعلقة به. أعضاؤها يباشرون مهامهم لفترة واحدة، مدتها ست سنوات.
- هيئة التنمية المستدامة وحماية حقوق الأجيال القادمة: هي الهيئة المكلفة بالتنمية وحماية حقوق الأجيال القادمة في مجالات البيئة والتكنولوجيا والاقتصاد. أعضاؤها يباشرون مهامهم لفترة واحدة، مدتها ست سنوات.
- هيئة الحوكمة الرشيدة ومكافحة الفساد: الهيئة المكلفة بمقاومة الفساد والفاسدين عقب الثورة وتضع اقتراحات للحوكمة الرشيدة والديمقراطية والشفافة وتتقصى الحقائق وتتعاون مع القضايا المتعقلة بمجالها. أعضاؤها يباشرون مهامهم لفترة واحدة، مدتها ست سنوات، ويجدد ثلث أعضائها كل سنتين.

### إنجازات السلطة الحاكمة

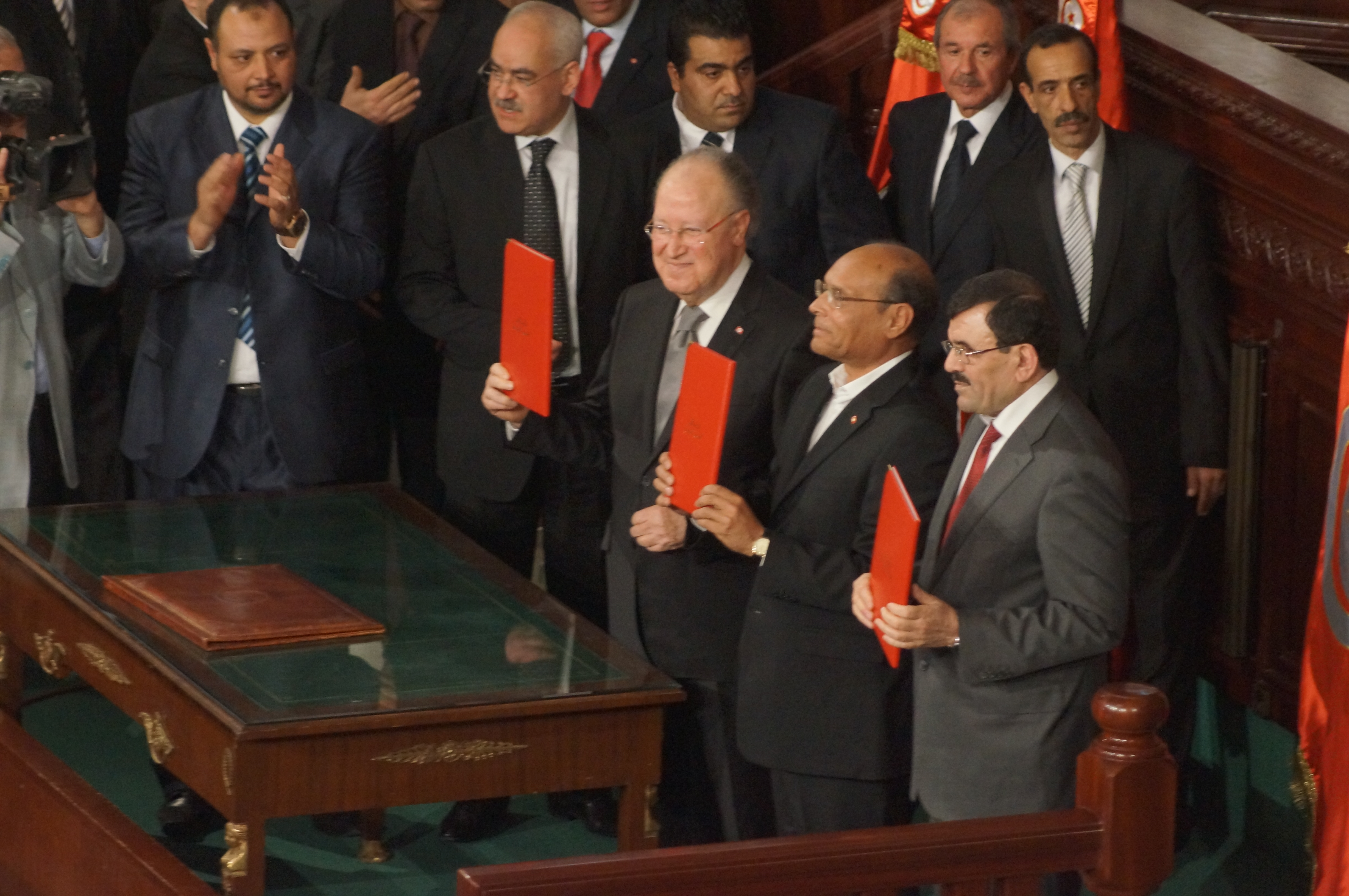
الرؤساء الثلاثة في حفل التوقيع على الدستور الجديد: علي العريض (يمين، رئيس الحكومة)، المنصف المرزوقي (وسط، رئيس الجمهورية)، مصطفى بن جعفر (يسار، رئيس المجلس).

بعد الثورة التونسية وفي مرحلة الانتقال الديمقراطي، حكمت البلاد سبع حكومات، إثنتين قبل الانتخابات، وخمسة بعد الانتخابات، وهم:
- حكومة الغنوشي الثانية بقيادة محمد الغنوشي (مستقل).
- حكومة السبسي بقيادة الباجي قائد السبسي (مستقل).
- حكومة الجبالي بقيادة حمادي الجبالي (حركة النهضة).
- حكومة العريض بقيادة علي العريض (حركة النهضة).
- حكومة جمعة بقيادة مهدي جمعة (مستقل).
- حكومة الصيد بقيادة الحبيب الصيد (مستقل).
- حكومة الشاهد بقيادة يوسف الشاهد (نداء تونس ثم تحيا تونس).

قبل الثورة كانت نسبة البطالة في حدود 13% من القوى العاملة، إلا أنها ارتفعت كثيرا بعدها إلى أن وصلت إلى 18.1% في أواخر 2011، ثم 16.7 في أواخر 2012، وكذلك تواصلت في الانخفاض إلى حد 15.3% في أواخر 2013، وبقيت على تلك النسبة إلى حدود 2015. وتبين هذه المؤشرات إلى أن أحد المطالب الأساسية للشعب أثناء الثورة وهي البطالة قد إنخفضت كثيرا بعد الارتفاع في الثورة.

أما السياحة فقد شهدت هي الأخرى انخفاظا بعد الثورة حيث أن الرقم القياسي لدخول السياح لتونس كان في 2010 في حدود 7.8 ملايين سائح، ولكن بعد الثورة في 2011 إنخفض إلى 4.7 ملايين سائح، ثم في 2012 بدأ صعوده وقدر ب6 ملايين سائح وارتفع عدد السياح كثيرا في 2015 إلى أن وصل 7.1 مليون سائح.
سجلت تونس دخول 8 ملايين سائح في عام 2018، وهذا العدد قد فاق عدد السياح قبل الثورة، عام 2010، مما يعد رقماً قياسياً، وسجلت إيرادات قدرها 1.3 مليار دولار.
ورجح وزير السياحة التونسي أن يبلغ عدد السياح إلى تونس 9 ملايين سائح لعام 2019، وأعلن أن هذا هو هدف الوزارة.
- الحوار الوطني: بعد الأزمة السياسية التي شهدتها البلاد إثر عمليات الاغتيال، أوجب الواقع الذي تعيشه تونس إيجاد حل سياسي للخروج بالبلاد إلى قطار التوافق، فقدمت عدة جهات تونسية مبادرات لحل الأزمة ومنها الرباعي الراعي للحوار الذي نظم هذا الحوار ويتكون من الاتحاد العام التونسي للشغل والاتحاد التونسي للصناعة والتجارة والصناعات التقليدية والرابطة التونسية للدفاع عن حقوق الإنسان والهيئة الوطنية للمحامين بتونس، وعقدت أول جلسة في 5 أكتوبر 2013 بحضور الرئاسات الثلاث المنصف المرزوقي وعلي العريض ومصطفى بن جعفر وعديد الأحزاب السياسية في تونس للتوافق حول خارطة طريق للتسريع في المصادقة على الدستور وإيجاد حكومة تكنوقراطية،[35] وهذا ما وقع بالفعل في شهر يناير 2014 أين تغيرت الحكومة وصودق على الدستور. اعتبر هذا الحوار الوطني ناجحا على الساحة السياسية ويتجلى صريحا في الأغلبية الكاسحة حول المصادقة على الدستور بأغلبية 200 صوت من جملة 216 من مختلف الأطراف السياسية.[36] انخفض مؤشر الحرية إيجابيا من 6 (مقياس بين 1 دولة حرة و7 دولة دكتاتورية) سنة 2010[37] إلى مرتبة 2 على 7 في سنة 2015.[38]
- الأحزاب : قبل الثورة كانت الأحزاب السياسية التونسية المرخص لها ستة فقط، وكلها تدعم السلطة الحاكمة، بينما يوجد ثلاثة أو أربعة أحزاب معارضة لا نشاط لها داخل البلاد. ولكن بعد الثورة، شهدت تونس تفجرا حزبيا إذ وصل عدد الأحزاب في 2014 بعد سنة من الثورة إلى أكثر من 200 حزب سياسي مختلفي الحجم. يتمتع كلهم بحق التعبير السياسي والمشاركة في الحياة السياسية التي يضمنها لها القانون والدستور والتي كانت مطلبا أساسا للشعب لتكريس مبدأ الديمقراطية.[39][40]
- المؤتمرات الدولية: بعد الثورة كذلك أصبحت تونس تتحرك دوليًا وتستضيف عدة مؤتمرات واجتماعات ذات نطاق دولي وإقليمي وأهمهم مؤتمر أصدقاء سوريا في 24 فبراير 2012,[41] والمؤتمر الدولي لنصرة الأسرى الفلسطينيين الذي نضمته رئاسة الجمهورية التونسية في 10 و11 نوفمبر 2012,[42] وكذلك المؤتمر الـ 37 لقادة الشرطة والأمن العرب في 9 ديسمبر 2013,[43] وأيضا في 24 مارس 2014 تم تنظيم الدورة الثامنة والعشرين لمنظمة الأغذية والزراعة العالمية المخصص لأفريقيا.[44] وكذلك المنتدى الاجتماعي العالمي في تونس العاصمة بين 26 و30 مارس 2013،[45] وأيضا تم إقرار القيام بالمؤتمر كذلك في تونس العاصمة للمرة الثانية على التوالي في مارس 2015.[46]
- التطور الإلكتروني والبيانات المفتوحة: شهد قطاع البيانات المفتوحة في تونس تطورًا كبيرًا إذ أن الحكومات المتعاقبة بعد الثورة اتخذت إجراءات كبيرة للنمو بوضع الإنترنت في البلاد وتسهيل عملية النفاذ إلى المعلومة والتشديد على الوزارات بفتح معلوماتهم وتقديم المعطيات اللازمة للمواطنين في إطار الشفافية والنزاهة في العمل خاصة بالمرسوم عدد 41 لسنة 2011 الذي يفسر حق النفاذ إلى المعلومة وشروطه وواجبات الدولة تجاه المواطن في هذا الغرض.[47] قدمت الحكومة التونسية عدة مبادرات منها إطلاق موقع إنترنت به جميع المعلومات اللازمة والمناشير والقوانين والمراسيم والإجراء ات وكل المعلومات التي تخص المواطن حيث يمكنه الإطلاع عليها. وكذلك قدمت وزارة الداخلية موقع إلكتروني في الغرض يخص كل المعلومات والإحصائيات التي تقدمها الوزارة فيما يخص الأمن والخدمات التي تقدمها وزارة الداخلية.[48] من جهة أخرى بادرت عدة جهات خاصة تونسية بفتح مواقع وجمعيات للبيانات الحرة ومراقبة السلطة الحاكمة والمشاركة في توعية المواطن بحقه في طلب المعلومة والنفاذ إليها.[49] حول هذا الموضوع تم تنظيم ندوة دولية في تونس حول البيانات المفتوحة والمشاركة الإلكترونية من قبل رئاسة الحكومة التونسية وبرنامج الأمم المتحدة الإنمائي يومي 3 و4 أبريل 2012.[50]
- لجنة تقصي الحقائق عن الفساد والرشوة: هي هيئة تم إحداثها في 18 فبراير 2011 بموجب المرسوم عدد 7 لسنة 2011 مؤرخ في 18 فيفري 2011، وتهتم الهيئة بالتحقيق وجمع المعلومات عن الفساد والرشوة[51] في عهد الرئيس المخلوع وكل ما يمسه الفساد في جميع أجهزة الدولة مثل المجال العقاري والأراضي الفلاحية وأملاك الهياكل العمومية والصفقات العمومية والمشاريع الكبرى ومجالات الخوصصة والاتصالات والقطاع السمعي البصري [51] والقطاع المالي والبنكي والرخص الادارية والديوانة والجباية والإدارة والانتدابات والبحث العلمي والتوجيه الجامعي والقضاء والمحاماة.[52] قدمت الهيئة في 11 نوفمبر 2011 تقريرها النهائي في أكثر من 500 صفحة[52] موثقا بكل التجاوزات وقدمت الهيئة أكثر من 000 11[52] قضية فساد لمختلف المحاكم.[53] أنهت الهيئة أعمالها في 29 مارس 2012 بعد إنشاء هيئة دائمة مهمتها مكافحة الفساد تحت اسم الهيئة الوطنية لمكافحة الفساد.
- اللجنة الوطنية لاستقصاء الحقائق حول التجاوزات والانتهاكات بين 17 ديسمبر 2010 حتى انتهاء مهامها: هي لجنة أعلن عنها أيام قليلة بعد الثورة التونسية وبدأت مهامها في أول فبراير من نفس السنة برئاسة توفيق بودربالة، ومهمتها الرئيسية كانت التحقيق في التجاوزات التي وقعت منذ بداية الثورة التونسية في 17 ديسمبر 2011، والتعرف واستجواب كل المتورطين فيها، ولكن دورها ليس قضائي، إنما لتوثيق ما وقع، وكذلك إحصاء عدد القتلى والجرحى والتثبت مما وقع لهم والمسؤولين على ذلك.[54] أنهت اللجنة مهامها في أبريل 2012، وقدمت تقريرها في ندوة صحفية ويتكون من 041 1 صفحة تحتوي على مئات الوثائق والشهادات والرسومات البيانية.[55]
- الهيئة الوطنية لمكافحة الفساد: هي هيئة دائمة أنشأت في 29 مارس 2012 بعد إنهاء هيئة تقصي الحقائق مهامها، وتهتم بمكافحة الفساد في الدولة تسعى إلى نزاهة الإدارة وكل المسؤولين فيها إضافة إلى الاهتمام بملفات الهيئة السابقة.[53]
- هيئة الحقيقة والكرامة: هي هيئة تم تأسيسها في 19 مايو 2014 بعد أن صادق نواب المجلس الوطني التأسيسي على أعضائها وبدأت أعمالها في ديسمبر 2014 وتم يوم 9 يونيو 2014 عقد مؤتمر دولي بحضور رؤساء تونس وشخصيات وطنية ودولية وهذا بعد انتخاب الحقوقية سهام بن سدرين رئيسة لها، ومهمة هذه الهيئة هي الكشف عن الانتهاكات السابقة ومحاسبة المسؤولين وجبر أضرار الضحايا من سنة 1955 إلى 2011 أي من الاستقلال إلى الثورة.[56][57]
- الهيئة الوطنية للوقاية من التعذيب: هي هيئة أحدث قانونها في 21 أكتوبر 2013، ولكن لم يتم انتخاب أعضائها ال16 من قبل مجلس نواب الشعب إلا في 30 مارس 2016. لديها صلاحيات رقابية على أماكن الاحتجاز والإيواء، للتأكد من خلوها من ممارسة التعذيب وحماية الموجودين بها، كما تتولى مراقبة مدى تلاؤم ظروف الاحتجاز وتنفيذ العقوبات مع معايير حقوق الإنسان. يرجع للهيئة تلقي البلاغات والإشعارات حول الحالات المحتملة للتعذيب في أماكن الاحتجاز والتقصى بشأنها واحالتها إلى السلط الإدارية أو القضائية المختصة. هي كذلك هيئة استشارية.[58]
- الإعلام: شهد القطاع الإعلامي في تونس بعد الثورة تطورًا كبيرًا، إذ أن عدد القنوات التلفزية كان محصورا في أربع أو خمس قنوات تتحكم فيها السلطة سواء كانت خاصة أم عامة إلا أن الوضع قد تغيير بعد ذلك وشهدت البلاد زيادة كبيرة في القنوات وتوجهاتها وفي حدود 2013 وبعد سنتين من الثورة بلغ عدد القنوات التلفزية ال15 قناة تعمل بحرية يضمنها لها الدستور الجديد. وكذلك الإذاعات التونسية كانت كلها حكومية وازدادت هي الأخرى من حوالي 11 إذاعة حكومية عمومية و4 خاصة إلى إضافة حوالي 12 إذاعة خاصة في أواخر 2013. قطاع الصحافة كان من جهته ثريا قبل الثورة إذ كانت توجد عشرات الصحف إلا أن حرية التعبير كانت مقيدة ولكن بعد الثورة أصبحت البلاد تعد أكثر من 45 صحيفة مختلفة التوجهات وطرق النشر.[59] إنخفض ترتيب تونس إيجابيا في مؤشر حرية الصحافة من المرتبة 164 (من جملة 178) في 2010[60] قبل الثورة إلى 133 (من جملة 180) بعد الثورة في 2014,[61] ومع هذا الانخفاض الجيد إلا أن الوضع لا يزال غير مستقر.

تحتل تونس المرتبة 96 (على 180) في مجال حرية الصحافة حسب تصنيف مراسلون بلا حدود لسنة 2016.

تونس الدولة العربية الوحيدة في 2015 التي تقام فيها انتخابات حرة وديمقراطية حسب منظمة بيت الحرية.

| المؤشر                                                                  | قبل الثورة (2010)         | بعد الثورة                     |
| ----------------------------------------------------------------------- | ------------------------- | ------------------------------ |
| مؤشر حرية الصحافة (مراسلون بلا حدود)                                    | 164 (من 178)              | 2013: 138 (من 180)             |
| مؤشر حرية الصحافة (مراسلون بلا حدود)                                    | 164 (من 178)              | 2014: 133 (من 180)             |
| مؤشر حرية الصحافة (مراسلون بلا حدود)                                    | 164 (من 178)              | 2015: 126 (من 180)             |
| مؤشر حرية الصحافة (مراسلون بلا حدود)                                    | 164 (من 178)              | 2016: 96 (من 180)              |
| مؤشر حرية الصحافة (مراسلون بلا حدود)                                    | 164 (من 178)              | 2017: 97 (من 180)              |
| مؤشر حرية الصحافة (مراسلون بلا حدود)                                    | 164 (من 178)              | 2018: 97 (من 180)              |
| مؤشر حرية الصحافة (مراسلون بلا حدود)                                    | 164 (من 178)              | 2019: 72 (من 180)              |
|                                                                         |                           |                                |
| تقرير حرية الصحافة (بيت الحرية) (مقياس بين 0 أفضل حرية و100 أسوأ)       | 85                        | 2013: 53                       |
| تقرير حرية الصحافة (بيت الحرية) (مقياس بين 0 أفضل حرية و100 أسوأ)       | 85                        | 2014: 48                       |
| تقرير حرية الصحافة (بيت الحرية) (مقياس بين 0 أفضل حرية و100 أسوأ)       | 85                        | 2015: 52                       |
| تقرير حرية الصحافة (بيت الحرية) (مقياس بين 0 أفضل حرية و100 أسوأ)       | 85                        | 2016: 54                       |
|                                                                         |                           |                                |
| مؤشر الحرية (بيت الحرية) (مقياس بين 1 دولة حرة و7 دولة دكتاتورية)       | 6                         | 2012: 3.5                      |
| مؤشر الحرية (بيت الحرية) (مقياس بين 1 دولة حرة و7 دولة دكتاتورية)       | 6                         | 2013: 3                        |
| مؤشر الحرية (بيت الحرية) (مقياس بين 1 دولة حرة و7 دولة دكتاتورية)       | 6                         | 2014: 2                        |
| مؤشر الحرية (بيت الحرية) (مقياس بين 1 دولة حرة و7 دولة دكتاتورية)       | 6                         | 2015: 2                        |
| مؤشر الحرية (بيت الحرية) (مقياس بين 1 دولة حرة و7 دولة دكتاتورية)       | 6                         | 2016: 2                        |
| مؤشر الحرية (بيت الحرية) (مقياس بين 1 دولة حرة و7 دولة دكتاتورية)       | 6                         | 2017: 2.5                      |
| مؤشر الحرية (بيت الحرية) (مقياس بين 1 دولة حرة و7 دولة دكتاتورية)       | 6                         | 2018: 69                       |
|                                                                         |                           |                                |
| مؤشر الديمقراطية (ذي إيكونوميست) (مقياس بين 0 ديكتاتورية و10 ديمقراطية) | 2.79 (المرتبة 144 من 167) |                                |
| مؤشر الديمقراطية (ذي إيكونوميست) (مقياس بين 0 ديكتاتورية و10 ديمقراطية) | 2.79 (المرتبة 144 من 167) | 2011: 5.53 (المرتبة 92 من 167) |
| مؤشر الديمقراطية (ذي إيكونوميست) (مقياس بين 0 ديكتاتورية و10 ديمقراطية) | 2.79 (المرتبة 144 من 167) | 2012: 5.67 (المرتبة 90 من 167) |
| مؤشر الديمقراطية (ذي إيكونوميست) (مقياس بين 0 ديكتاتورية و10 ديمقراطية) | 2.79 (المرتبة 144 من 167) | 2013: 5.76 (المرتبة 90 من 167) |
| مؤشر الديمقراطية (ذي إيكونوميست) (مقياس بين 0 ديكتاتورية و10 ديمقراطية) | 2.79 (المرتبة 144 من 167) | 2014: 6.31 (المرتبة 70 من 167) |
| مؤشر الديمقراطية (ذي إيكونوميست) (مقياس بين 0 ديكتاتورية و10 ديمقراطية) | 2.79 (المرتبة 144 من 167) | 2015: 6.72 (المرتبة 57 من 167) |
| مؤشر الديمقراطية (ذي إيكونوميست) (مقياس بين 0 ديكتاتورية و10 ديمقراطية) | 2.79 (المرتبة 144 من 167) | 2016: 6.40 (المرتبة 69 من 167) |
| مؤشر الديمقراطية (ذي إيكونوميست) (مقياس بين 0 ديكتاتورية و10 ديمقراطية) | 2.79 (المرتبة 144 من 167) | 2017: 6.32 (المرتبة 69 من 167) |
| مؤشر الديمقراطية (ذي إيكونوميست) (مقياس بين 0 ديكتاتورية و10 ديمقراطية) | 2.79 (المرتبة 144 من 167) | 2018: 6.41 (المرتبة 63 من 167) |
| مؤشر الديمقراطية (ذي إيكونوميست) (مقياس بين 0 ديكتاتورية و10 ديمقراطية) | 2.79 (المرتبة 144 من 167) | 2019: 6.72 (المرتبة 53 من 167) |

### العوائق
لم تخلَ هذه الفترة من بعض العوائق والتجاوزات إذ شهدت تونس عمليتي اغتيال استهدفتا معارضين يساريين أحدهما شكري بلعيد والأخر النائب في المجلس التأسيسي محمد البراهمي من قبل منتمين إلى تيار أنصار الشريعة حسب تحقيقات وزارة الداخلية، وأدت عمليات الاغتيال هذه إلى أزمة سياسية في البلاد ميزها اعتصام الرحيل المناهض للحكومة، والذي قابله «اعتصام الشرعية» الموالي لها.

كذلك منذ أبريل 2013 شهد جبل الشعانبي معارك في بعض الأحيان عنيفة من قبل منتمين إلى القاعدة في بلاد المغرب الإسلامي وعرفت باسم أحداث جبل الشعانبي وأودت إلى قتل أكثر من 40 جندي تونسي واعتقال عدة منتمين للتنظيم من قبل الجيش الوطني التونسي. 

كان للعمليات الإرهابية أثرا سلبيا كبيرا على الانتقال الديمقراطي من حيث الطابع الاقتصادي وخاصة القطاع السياحي، وكانت أهم هذه العمليات، هجوم متحف باردو في 18 مارس 2015 والذي خلف 22 قتيلا و45 جريحا، ثم هجوم سوسة في 26 يونيو من نفس السنة الذي أودى بحياة 38 شخصا وجرح 39 آخرين، وأخيرا هجوم بنقردان في مارس 2016 الذي خلف 20 قتيلا من المدنيين والقوات الأمنية والعسكرية التونسية إضافة إلى 54 قتيلا من المسلحين.

### ثروة الرئيس المخلوع ومصادرة أملاكه

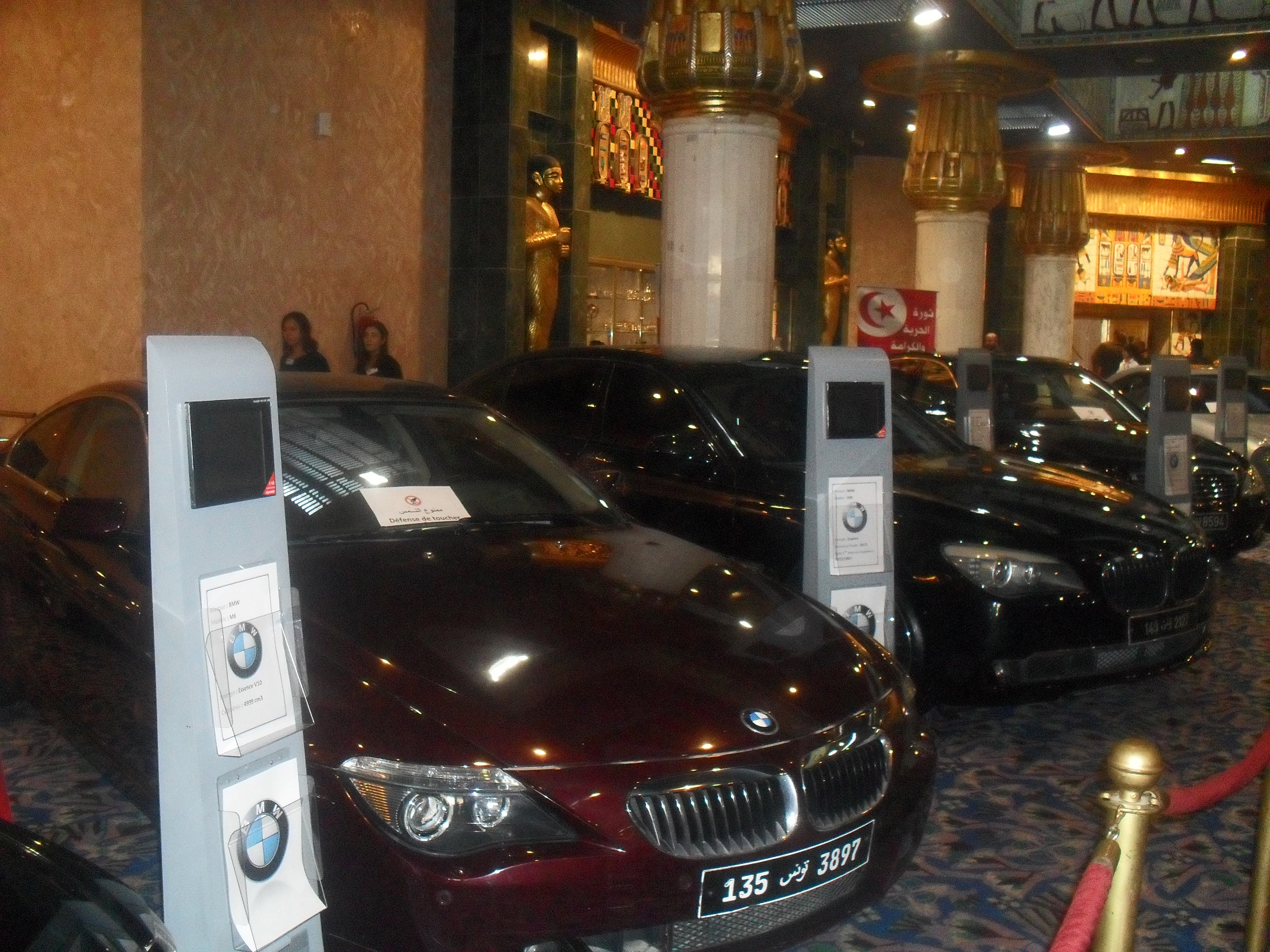
جزء من سيارات بن علي في معرض مزاد وبيع لممتلكاته المصادرة.

في تقرير إحصائي حول الثروات التي تمكنت من تحصيلها عائلة الرئيس الأسبق وأصهاره قدمه البنك الدولي التابع للأمم المتحدة أن ثروة عائلة بن علي تقدر ب13 مليار دولار أمريكي و43 مليار دولار أمريكي حسب بحث مدقق لصحيفة ذي إيكونومست الاقتصادية. 21% من القطاع الخاص في تونس كان في يد العائلة الرئاسية، وأكثر من 240 شركة يتصرف فيها مختلف أفراد هذه العائلة. 

حكومات ما بعد الثورة صادرت أكثر من 550 ملكية عقارية و48 سفينة ويختا و367 حسابا مصرفيا وحوالي 400  شركة كانت جميعها تتبع لعائلة بن علي الموسعة المقدرة ب114 شخص حسب هيئة تقصي الحقائق والمظبوطة في مرسوم عدد 13 لسنة 2011 المؤرخ في 14 مارس 2011. 

بعثت الحكومة التونسية ولجنة تقصي الحقائق موقعا على الإنترنت تحت اسم Confiscation (تعني مصادرة) وبها أغلب أملاك بن علي وجلسات المزاد لبيع هذه الممتلكات إلى جانب العديد من الأرقام الإحصائية حول ممتلكات الرئيس بن علي وعائلته وأصهاره ال114.
تكفلت لجنة المصادرة ب527 شركة تابعة للعائلة لرفع ملفاتها للقضاء وبيعها، وبيعت منها 5 شركات أدخلت 700 مليون دينار تونسي أي ما يوازي 420 مليون دولار أمريكي في حدود 2013. وفي قطاع العقارات تلقت اللجنة 518 قرارا بمصادرة أملاك عقارية تتبع لعائلة بن علي. 

بخصوص سيارات وعربات عائلة بن علي الموسعة فقد بلغ عدد السيارات والعربات المصادرة 110، تم تنظيم مزادين أحدهما في 2012 يحتوي سيارات ومجوهرات وأثات عائلة بن علي  وأخرى في 21 مايو 2014 للسيارات، من ضمن سيارات بن علي يوجد سيارة مايباخ فائقة الرفاهة والتي تصنع بالطلب وكذلك بي إم دبليو، رولز رويس موتورز، لامبورغيني، بوغاتي، جاكوار، بورشه، أودي وإنفينيتي.
بلغ المبلغ الجملي المصادر من أموال بن علي 123 مليون دينار تونسي أي 80 مليون دولار أمريكي، وهذه الأموال هي التي وجدت في صيغة الأوراق المالية أو القطع النقدية، منها 41 مليون دينار وجدت في قصر سيدي الظريف، و4 ملايين دينار جمعت من سفارات الجمهورية التونسية في الخارج، و72 مليون دينار في بعض الحسابات البنكية. يذكر أن هذه المبالغ لا تدخل في ثروة العائلة المقدرة ب45 مليار دولار أمريكي.

بلغ مجموع الديون المصرح بها المتخلدة في ذمة عائلة بن علي 1339 مليون دينار تونسي أو مليار 339 مليون دينار.

## التوافق: سر نجاح الانتقال الديمقراطي

### الحوار الوطني
إن الأزمة السياسة التي عصفت بتونس بعد اغتيال المعارض شكري بلعيد في 6 فبراير 2013 والتي تلاها اغتيال النائب محمد البراهمي في 25 يوليو من نفس السنة، كادت أن تنهي مرحلة الانتقال الديمقراطي وانتصار الثورة المضادة. وللخروج بتونس من هذه الأزمة، بدأت جهود إنشاء حوار وطني بالظهور شيئا فشيئا، إذ تقدمت العديد من الشخصيات والمنظمات بمقترحات وحلول للخروج من الأزمة. فشلت بعض هذه المقترحات، ولكن في النهاية، نجح الحوار الوطني في فرض نفسه برعاية أربعة منظمات وطنية وهي الاتحاد العام التونسي للشغل والاتحاد التونسي للصناعة والتجارة والصناعات التقليدية والرابطة التونسية لحقوق الإنسان والهيئة الوطنية للمحامين بتونس. امتد الحوار لمدة لا بأس بها بين 17 سبتمبر و14 ديسمبر 2013، وتم القيام بمفاوضات ونقاشات مراطونية ضمت 21 حزبا سياسيا بين من هم في الحكم ومن هم في المعارضة. من رحم هذا الحوار، خرجت عبارة «التوافق »، التي اجتمع حولها فرقاء الساحة السياسية التونسية، والتي اعتبرت سر نجاح التجربة التونسية، التي وصفها البعض بالاستثناء التونسي، بينما وصف رئيس حركة النهضة راشد الغنوشي عبارة التوافق بالكلمة السحرية.

### لقاء باريس
لقاء باريس هو اجتماع سري بين رئيس حركة النهضة راشد الغنوشي الحزب الحاكم، ورئيس حركة نداء تونس الباجي قائد السبسي أكبر الأحزاب المعارضة، وقع في 15 أغسطس 2013 في فندق «لو بريستول» (Le Bristol) في باريس (فرنسا)، وتحديدا في الجناح الخاص برجل الأعمال سليم الرياحي الذي شارك في تنظيمه. تداول أمر هذا اللقاء في البداية إعلاميا، وتم تأكيد وقوعه بعد ذلك من الطرفين دون ذكر أي شيء من تفاصيله، ولكن بدأت عدة أطراف بذكرها بعد مرور أشهر، وبمرور الوقت كشفت تفاصيله من عدة منظمين له ومن الرئيسين نفسيهما. كان الهدف الرئيسي من هذا اللقاء، هو تقريب وجهات النظر بين الحزبين وإيجاد أرضية موحدة واتفاق يخرج تونس من أزمتها، وتم الاتفاق في هذا اللقاء عن حيثيات الحوار الوطني ووجوب التوافق حول عدة نقاط، إذ يجب على الجهتين أن تقبلا عدة تنازلات. قال راشد الغنوشي في 8 فبراير 2015 أن لقاء باريس حقق الاستقرار في البلاد وأنقذ تونس من حرب أهلية، وأن هذين الحزبين اختارا التوافق وبناء الدولة الديمقراطية. كشف القيادي في النهضة والوزير السابق لها رفيق عبد السلام، أن من حضر للقاء كان هو نفسه وعامر العريض عن النهضة وحافظ قائد السبسي وعبد الرؤوف الخماسي عن النداء، وذلك عبر تنظيم لقاءات أولية بين هذه الشخصيات. وأضاف أن رئيس حزب الاتحاد الوطني الحر رجل الأعمال سليم الرياحي هو من نظم مكان اللقاء واستقبلهم فيه.

### دور الترويكا
لعبت أحزاب تحالف الترويكا الحاكم دورا كبيرا في نجاح استمرار مرحلة الانتقال الديمقراطي، حيث قبلت أحزاب التحالف الثلاثة، حركة النهضة والمؤتمر من أجل الجمهورية والتكتل الديمقراطي من أجل العمل والحريات التنازل عن الحكم عبر الاستقالة من الحكومة، حتى وإن لم يشارك حزب المؤتمر في الحوار الوطني. 

مرونة حزب حركة النهضة ذو التوجه الإسلامي مع المشهد السياسي التونسي، كان أبرز ما شهدته هذه المرحلة من الانتقال الديمقراطي، حيث أن حركة النهضة فازت في انتخابات المجلس الوطني التأسيسي بأغلبية ليست ساحقة، وانتهجت منذ الوهلة الأولى منهج التوافق والتشارك في الحكم، حيث أكد رئيسها راشد الغنوشي، أن تونس ذات الديمقراطية الناشئة لا تقبل أن تحكم بأغلبية 51%، لذلك يجب أن يكون هناك أكبر جبهة حكومية تجمع ما يمكن من الأحزاب. لم تسعى النهضة لاقصاء خصومها، حيث كونت تحالف الترويكا مع حزبين علمانيين ووسطيين يساريين. كذلك أبدت النهضة مرونة بعد الأزمة السياسة في صيف 2013، حيث قبلت بالتنازل عن الحكم مع حلفاؤها واستقالة حكومة علي العريض، ولكن كان من شروطها التي تحققت فيما بعد، الإبقاء على المجلس التأسيسي حتى الانتخابات، والتسريع في صياغة الدستور الجديد والذي صودق عليه من قبل المجلس في 26 يناير 2014، وكذلك المصادقة على أعضاء الهيئة العليا المستقلة للانتخابات، وكان الهدف المشترك من الائتلاف الحاكم والمعارضة هو إجراء الانتخابات التشريعية والرئاسية في أقرب وقت، وهو ما تحقق في 26 أكتوبر و23 نوفمبر 2014 على التوالي.

### ما بعد ذلك
أقيمت الانتخابات التشريعية في 26 أكتوبر 2014، وفاز حزب نداء تونس بالمرتبة الأولى بأغلبية غير مطلقة، تلاه حزب حركة النهضة بفارق غير كبير. وكذلك فاز رئيس نداء تونس الباجي قائد السبسي في الانتخابات الرئاسية ب55% أمام الرئيس المنتهية ولايته المنصف المرزوقي الذي تحصل على 45%، ولم تقدم حركة النهضة في هذه الانتخابات أي مرشح ولم تساند رسميا أي أحد من المرشحين. كانت عبارة التوافق هي الحل في هذه المرحلة أيضا، حيث قدم نداء تونس الفائز في الانتخابات شخصية مستقلة لرئاسة الحكومة وهو الحبيب الصيد، الذي قام بالتشاور مع عدة أحزاب لتكوين ائتلاف حكومي من أربعة أحزاب وهي نداء تونس وحركة النهضة والاتحاد الوطني الحر وآفاق تونس، وهو ما حاز موافقة كبيرة في مجلس نواب الشعب الجديد. بعد انتخابات 2014، أبدى نداء تونس ذو التوجه اليساري العلماني مرونة من عنده هذه المرة، حيث قبل تشارك الحكم مع حركة النهضة ذو التوجه اليميني الإسلامي، إضافة إلى حزبين علمانيين آخرين. في لحظة اعتبرها البعض تاريخية، شارك رئيس حركة النهضة راشد الغنوشي في المؤتمر الأول لحزب نداء تونس في 9 يناير 2016 أين كان حاضرا الرئيس الباجي قائد السبسي، وألقى الغنوشي كلمة في المؤتمر بين أنصار نداء تونس عبر فيه عن أن وجوده بينهم هو نتيجة التوافق والوفاق، وأن هذا يرسخ لمبادئ الديمقراطية والتعايش، وقال أن تونس هي بمثابة طائر بجناحين، هما النداء والنهضة، وهي سفينة تتحمل كل أحزاب وحساسيات الشعب التونسي.

## اجتماعات ومؤتمرات داعمة

### مؤتمر مركز دراسة الإسلام والديمقراطية الثالث
نظم مركز دراسة الإسلام والديمقراطية مؤتمره الثالث في تونس العاصمة يومي 28 و29 مارس 2014 تحت عنوان الانتقال الديمقراطي في تونس، الانجازات والتحديات ، وشهد مداخلات العشرات من الشخصيات العالمية والوطنية التي تم استدعائها: رئيس المركز رضوان المصمودي، الممثل المقيم للأمم المتحدة في تونس منير تابت، رئيس حركة النهضة الشيخ راشد الغنوشي، المستشار الدولي في الاقتصاد إسكندر الرقيق، وزير المالية السابق إلياس الفخفاخ، الخبير بالمعهد التونسي للدراسات الاستراتيجية محمد رضا بن مبروك، الوزير السابق لدى رئيس الحكومة المكلف بالشؤون الاقتصادية رضا السعيدي، سفير فرنسا في تونس فرانسوا غويات، سفير بريطانيا في تونس هاميش كويل، سفيرة الهند في تونس نجمة ماليك، سفير ألمانيا في تونس أندرياس رانيك، الإعلامي صلاح الدين الجورشي، وزير الخارجية السابق رفيق عبد السلام، رئيس كتلة حزب التكتل في المجلس الوطني التأسيسي مولدي الرياحي، وزير أملاك الدولة السابق سليم بن حميدان وعن حزب المؤتمر من أجل الجمهورية، عن حزب المسار عبد العزيز مسعودي، وعن حزب التيار الديمقراطي القيادي محمد عبو، ومحمد القوماني عن حزب الإصلاح والتنمية، وعضو المجلس الوطني التأسيسي فيصل الجدلاوي.

### مؤتمر الاستثمار في تونس: الديمقراطية الناشئة
مؤتمر الاستثمار في تونس: الديمقراطية الناشئة، هو مؤتمر دولي ذو بعد اقتصادي واستثماري تم تنظيمه في 8 سبتمبر 2014 في تونس العاصمة. شارك في هذا المؤتمر 29 دولة وعشرات الشركات والمؤسسات الاقتصادية الوطنية والدولية.

## العودة إلى نقطة صفر
كل شيء توقف «تقريبا» يوم الـ 25 من يوليو 2021، حين أصدر الرئيس التونسي قيس سعيد قرارا بحل حكومة هشام المشيشي وتعليق إختصاصات مجلس النواب إستنادا للفصل 80 من الدستور. ولكن الفصل المذكور والذي يخص الإجراءات الإستثنائية ينص على إبقاء مجلس النواب في حالة «إنعقاد دائم» كما أنه يؤكد على استشارة رئيس الحكومة ورئيس مجلس نواب الشّعب بهذه الإجراءات وهو ما أنكره رئيس المجلس راشد الغنوشي. بالإضافة إلى إعلام رئيس المحكمة الدّستورية التي بدورها غائبة وغير مكونة منذ إقرارها في دستور 2014.
لم يكتف الرئيس التونسي بذلك فقط بل أصدر مرسوما رئاسيا في الـ 22 من سبتمبر الجاري، يقضي عموما بـ«إلغاء دستور 2014» ما عدا البابين الأول والثاني منه كما أقر «تدابير خاصّة بممارسة السلطة التشريعية» من خلال المراسيم والأوامر الرئاسية الغير قابلة للطعن بالإلغاء.
إعتبر كثيرون هذه القرارات عودة إلى نقطة البداية بالنسبة للديمقراطية التونسية، لكن آخرون إعتبروها حركة إصلاحية بسبب تفشي الفساد في البلاد.
في يوليو 2022، أعلنت هيئة الانتخابات إقرار دستور جديد للبلاد بعد الموافقة عليه من أغلبية المصوتين في الإستفتاء. هذا الدستور يعيد العمل بالنظام الرئاسي الذي ٱلغي في أعقاب الثورة التونسية.

## مقالات ذات صلة
- الثورة التونسية (ثورات الربيع العربي)
- دستور تونس 2014
- الهيئة العليا لتحقيق أهداف الثورة والإصلاح السياسي والانتقال الديمقراطي
- المجلس الوطني التأسيسي التونسي (2011-2014)
- عائلة الطرابلسي وبن علي
- الفساد في تونس

## روابط خارجية
- الموقع الرسمي للجنة الوطنية للتصرف في ممتلكات عائلة الرئيس بن علي وأمواله المعنية بالمصادرة.
- الموقع الرسمي للجنة الوطنية لتقصي الحقائق حول الرشوة والفساد.
- دعم الانتقال الديمقراطي في تونس، منظمة التقارير الديمقراطية العالمية.
- الانتقال الديمقراطي في العالم العربي، أضواء على التجربة التونسية في الانتقال الديمقراطي، مركز الجزيرة للدراسات.
- تجربة الانتقال الديمقراطي في تونس... الاستثناء الجميل، صحيفة الوسط البحرينية.
- تونس أنجحُ تجارب التحول الديمقراطي.. رغم الصّعاب، إذاعة سويسرا العالمية.
- الانتقال الديمقراطي في تونس، إلي أين؟، مبادرة الإصلاح العربي.
- هل حققت تونس «معجزة» الانتقال السلمي للديمقراطية؟، بي بي سي عربي.
- ملف الثورات والإصلاح والتحول الديمقراطي في الوطن العربي من خلال الثورة التونسية، المركز العربي للأبحاث ودراسة السياسات.
- ندوة من الثورة إلى الديمقراطية: دروس من تجارب دولية في الانتقال الديمقراطي، مركز الكواكبي للتحولات الديمقراطية.

## كتب حول الانتقال الديمقراطي
- تونس... ليبيا : بين الانتقال الديمقراطي المتعثر والإرهاب، توفيق المديني، الأطلسية للنشر، 2015.
- اختراع الديموقراطية؛ التجربة التونسية، المنصف المرزوقي، شركة المطبوعات للتوزيع والنشر، 2014.
- الثورة التونسية: القادح المحلي تحت مجهر العلوم الإنسانية، المركز العربي للأبحاث ودراسة السياسات، 2014.
- كيمياء الربيع التونسي والعربي، المركز العربي للأبحاث ودراسة السياسات، 2014.
- الإسلاميون ونظام الحكم الديمقراطي: اتجاهات وتجارب، المركز العربي للأبحاث ودراسة السياسات، 2013.
- ابتكار ديمقراطية: دروس التجربة التونسية، المنصف المرزوقي، La Découverte، سنة 2013.
- الثورة التونسية المجيدة: بنية ثورة وصيرورتها من خلال يومياتها، عزمي بشارة، المركز العربي للأبحاث ودراسة السياسات، 2012.
- الإسلاميون والربيع العربي: الصعود، التحديات، تدبير الحكم (تونس، مصر، المغرب، اليمن)، بلال التليدي، مركز نماء للبحوث والدراسات، 2012.
- ثورة تونس: الأسباب والسياقات والتحديات، المركز العربي للأبحاث ودراسة السياسات، 2012.
- من قبضة بن علي إلى ثورة الياسمين الإسلام السياسي في تونس، مركز المسبار للدراسات والبحوث، 2011.
- سقوط الدولة البوليسية في تونس، توفيق المديني، الدار العربية للعلوم ناشرون، 2011.
- استئناف العرب لتاريخهم الكوني؛ ثورة العرب والكرامة ء تونس نموذجاً، أبو يعرب المرزوقي، الدار العربية للعلوم ناشرون، 2011.

## الملاحظات
1. ↑  عناوين تقارير منظمة بيت الحرية تستبق السنة المتحدث عنها، مثلا: تقرير حرية الصحافة أو مؤشر الحرية في 2015، هو في الحقيقة يتحدث عن الحرية في العالم في 2014.
2. ↑  عناوين تقارير منظمة بيت الحرية تستبق السنة المتحدث عنها، مثلا: تقرير حرية الصحافة أو مؤشر الحرية في 2015، هو في الحقيقة يتحدث عن الحرية في العالم في 2014.